# Anacroneuria stanjewetti
Anacroneuria stanjewetti és una espècie d'insecte plecòpter pertanyent a la família dels pèrlids.

## Descripció
- Els adults presenten el cap de color marró i ocraci o groc, les antenes marrons, els palps marrons clars, el pronot marró, les potes marrons, les ales i llur nervadura marrons i els cercs marrons (més clars a la part basal).
- Els mascles tenen els ganxos uniformement corbats i entre 8 i 9,5 mm de llargària a les ales anteriors (entre 12,3 i 13,5 a les femelles).
- La placa subgenital de les femelles té quatre lòbuls i és de color marró clar.[5]

## Hàbitat
En el seu estadi immadur és aquàtic i viu a l'aigua dolça, mentre que com a adult és terrestre i volador.

## Distribució geogràfica
Es troba a Sud-amèrica: el Brasil (São Paulo i Santa Catarina) i l'Argentina (les províncies de Misiones i Entre Ríos).